# Кашуби (Люблінське воєводство)
Кашуби (пол. Kaszuby) — село в Польщі, у гміні Рудник Красноставського повіту Люблінського воєводства.
Населення — 111 осіб (2011).
У 1975-1998 роках село належало до Замойського воєводства.

## Демографія
Демографічна структура станом на 31 березня 2011 року:
|          | Загалом | Допрацездатний вік | Працездатний вік | Постпрацездатний вік |
| -------- | ------- | ------------------ | ---------------- | -------------------- |
| Чоловіки | 60      | 10                 | 40               | 10                   |
| Жінки    | 51      | 8                  | 21               | 22                   |
| Разом    | 111     | 18                 | 61               | 32                   |